# Онгаро, Франка
Фра́нка Онга́ро (итал. Franca Ongaro, 15 сентября 1928, Венеция — 13 января 2005, там же) — итальянская женщина-психиатр. Один из лидеров движения «Демократичная психиатрия» наряду с её мужем Франко Базальей:119.

## Биография
Родилась 15 сентября 1928 года в Венеции, сотрудничала с рядом изданий, пишущих об итальянском и мировом психиатрическом опыте, и при неизменном участии своего мужа выполняла редактирование ряда книг по этим темам, в частности «Гибели класса» и «Беспорядки».
Ранние интересы после окончания школы в родном городе были связаны главным образом с литературой. С 1959 по 1963 год опубликовала пересказ «Одиссеи» (с иллюстрациями Хуго Пратта) и романа Луизы Мэй Олкотт «Маленькие женщины» под названием «Письма маленьких», а также несколько собственных рассказов для детей. 
Её жизнь как женщины и как писателя изменилась после завершившегося в 1953 году браком знакомства с Франко Базальей, начавшим во второй половине 60-х годов XX века с психиатрической больницы Гориции «психиатрическую революцию». 
С группой врачей-психиатров и представителей интеллигенции, сплотившихся вокруг неё и её мужа, занималась написанием, редактированием и переводом текстов, ставших впоследствии документальным материалом о первых этапах работы, благодаря которой в Гориции началось разрушение основ больничного института и несколько лет спустя был принят Закон 180, положивший конец эпохе психиатрических больниц в Италии.
Принимала участие в революционном опыте по введению режима открытых дверей в психиатрических больницах и оставила о нём свои воспоминания: 

Во всяком случае, и я видела, какое значение и какой результат для действительно страдающих людей несут участие в проекте, совместная надежда на жизнь, заключённая в совместных действиях, где на тебя наваливается множество практических, интеллектуальных и эмоциональных затруднений, в которых смешиваются серьёзность и радость, и твои проблемы разрешаются и растворяются в проблемах других людей, с которыми ты их делишь. При этом здоровье и болезнь могут сочетаться с достойным человека качеством жизни, социальными связями, отношениями, принятием себя и других, участием в общественном проекте, который способен скорее объединить нас, чем разделить и оставить в изоляции.
Оригинальный текст (итал.)Pure ho visto anche cosa vuol dire e cosa produce per persone veramente sofferenti, essere parte di un progetto, di una speranza comune di vita, coinvolti in un’azione comune dove ti senti preso in un intreccio pratico, intellettuale, affettivo, in cui serietà ed allegria si mescolano e i problemi tuoi si sciolgono e fanno parte anche dei problemi di altri con cui li condividi. E allora anche salute e malattia possono mescolarsi con una qualità della vita che sia umana, con legami, rapporti, riconoscimento di sé e dell’altro, complicità nel progetto comune che potrebbe unirci anziché dividere ed isolare.

После скоропостижной смерти мужа в 1980 году занималась сохранением его наследия, продолжая борьбу за гуманизацию психиатрической помощи прежде всего на политическом уровне. С 1984 по 1991 год два срока была членом Сената Италии девятого созыва от Независимых левых и, будучи автором законопроекта о реализации Закона 180, на базе которого в 1989 году был создан основной текст первого «Целевого проекта психической помощи», играла ведущую роль в парламентских и культурных дебатах о применении принципов, установленных в результате психиатрической реформы. 
Снялась в посвящённом её мужу фильме «Деятели науки: Франко Базалья», где сказала несколько важных слов о значении реформы психиатрии в Италии: 

Речь шла не об изменении теории, об изменении взгляда на концепцию болезни. Речь шла о конкретном изменении жизненных возможностей, возможностей наладить взаимоотношения между больными и окружающими, возможностей участвовать в проекте, жизненных возможностей. Поэтому вопрос был не в том, чтобы давать различные определения психическому заболеванию, находить различные практические методы. Вопрос был в том, чтобы попытаться осуществить изменения путём формирования иной концепции здоровья, иной концепции болезни, иной концепции взаимоотношений, принятия, возможного сосуществования в конкретных сферах повседневной жизни, которые ближе к дому, чем к больнице. Психически больной не нуждается в больничной койке: это было великим прозрением.
Оригинальный текст (итал.)Non si è trattato di un cambio di teoria, di un cambio di interpretazione sul concetto di malattia. Si è trattato di un cambiamento concreto delle possibilità di vita, delle possibilità di rapporto, delle possibilità di progetto, delle opportunità di vita. Quindi non si è trattato di definire diversamente la malattia mentale, di trovare degli strumenti tecnici diversi. Si è trattato di cercare di modificare attraverso la costruzione di un altro concetto di salute, di un altro concetto di malattia, di un altro concetto di rapporto, di accettazione, di convivenza possibile in strutture concrete di vita quotidiana che sono più vicine alla casa che all'ospedale. Un malato di mente non ha bisogno di un letto di ospedale: questa è stata la grande intuizione.

Принимала участие в подготовке всевозможных региональных постановлений, которые прежде всего касались культуры приёма психиатрических пациентов в самых различных районах страны. 
Франкой Онгаро Базальей был написан также ряд докладов по женскому вопросу, собранных в 1981 году в книге «Голос».
Наряду с многочисленными национальными и международными наградами получила премию Ива Пелисера от Международной академии права и психического здоровья в июле 2000 года и Почётную степень в области политических наук в Университете Сассари в апреле 2001 года.
Скончалась Франка Онгаро Базалья после продолжительной болезни 13 января 2005 года в возрасте 77 лет в Венеции.

## Работы
Её произведения, собственные или написанные в соавторстве с мужем, касаются философских и социальных проблем современной медицины и медицинских учреждений, биоэтики, условий жизни женщины и практики преобразования институтов.
Работы, написанные в соавторстве с Франко Базальей:
- Che cos'è la psichiatria, Einaudi, Torino (1967);
- L'istituzione negata, Einaudi, Torino (1968);
- Morire di classe, Einaudi, Torino (1969);
- La maggioranza deviante, Einaudi, Torino (1971);
- Crimini di pace, Einaudi, Torino (1975).

Наиболее важные переводы:
- Goffman, Erving, Asylums, Einaudi, Torino (1969);
- Goffman, Erving, Il comportamento in pubblico, Einaudi, Torino (1971);
- Bermann, Gregorio, La salute mentale in Cina, Einaudi, Torino (1972).

Собственные работы, опубликованные в сборниках и отдельными книгами:
- Le parole della medicina, Einaudi, Torino (1979);
- Salute/malattia, Einaudi, Torino (1982);
- Manicomio perché?, Emme Edizioni, Milano (1982);
- Una voce: riflessioni sulla donna, Il Saggiatore, Milano (1982);
- Vita e carriera di Mario Tommasini burocrate scomodo narrate da lui medesimo, Editori Riuniti, Roma (1987);
- Eutanasia, in "Democrazia e Diritto", nn. 4-5 (1988);
- Eutanasia. Libertà di scelta e limiti del consenso, in Dameno, Roberta e Verga, Massimiliano (a cura di), Finzioni e utopie. Diritto e diritti nella società contemporanea, Guerrini, Milano (2001).

Кроме того, выполнила редакторскую работу при подготовке к публикации в издательстве «Einaudi» «Работ» Франко Базальи в двух томах (1981—1982), а также биографической книги «Франко Базалья: Утопия, воплощённая в реальность» (2005).